# 卢西亚纳
卢西亚纳，是西班牙卡斯蒂利亚-拉曼恰雷阿尔城省的一个市镇。 总面积114平方公里，总人口440人（2001年），人口密度4人/平方公里。